# Next 40

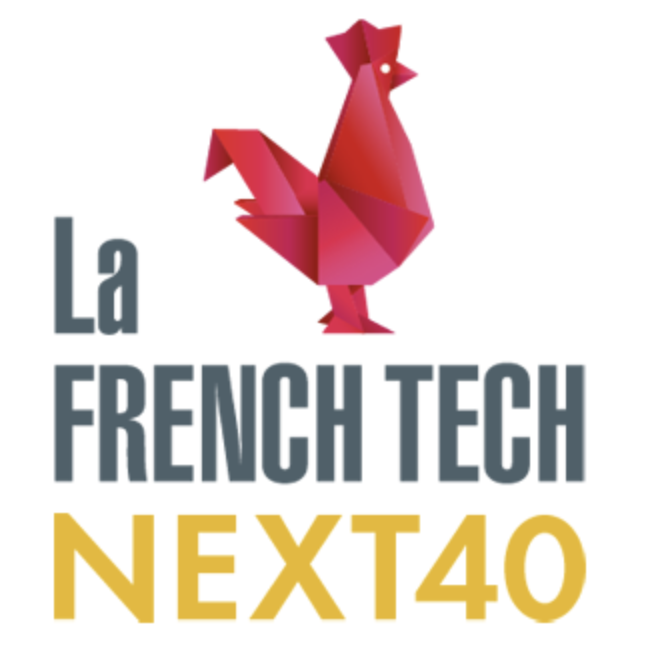
Logo Next40

Der Next40 ist ein Label, das 2019 von der französischen Regierung ins Leben gerufen wurde, um 40 junge französische Unternehmen zu unterstützen und zu fördern, die sie als vielversprechend und geeignet ansieht, technologische Vorreiter zu werden. Es handelt sich dabei nicht um einen Börsenindex. In Bezug auf Index und Bekanntheitsgrad kann man ihn jedoch mit dem CAC 40 vergleichen.

## Auswahlkriterien
Die Auswahlkriterien für das Next40-Programm wurden im Jahr 2024 weiterentwickelt. Alle Unternehmen, die an diesem Programm teilnehmen möchten, müssen folgende Voraussetzungen erfüllen:
- weniger als 20 Jahre bestehen;
- einen Firmensitz in Frankreich haben;
- als innovatives Unternehmen gelten;
- nicht börsennotiert sein.

Zu diesen grundlegenden Kriterien kommen Leistungskriterien hinzu:
- Im Geschäftsjahr 2023 einen Nettoumsatz von mindestens 100 Millionen Euro erzielt und in den letzten drei Geschäftsjahren ein durchschnittliches Wachstum von mindestens 15 % erreicht haben. (Die ersten 20 Unternehmen werden in absteigender Reihenfolge ihres Umsatzes im Jahr 2023 ausgewählt.)
- Mindestens 100 Millionen Euro an Finanzmitteln aufgebracht haben (die 20 Unternehmen mit den höchsten Gesamtbeträgen werden ausgewählt).

Darüber hinaus verpflichten sich die ausgewählten Unternehmen zu Folgendem:
- Eine CO2-Bilanz (Scope 1, 2 und 3) für das Jahr 2021, 2022 oder 2023 vorzulegen.
- Einen Index zur beruflichen Gleichstellung vorzulegen